# Aleksandr Sevelëv
Aleksandr Sevelëv (1º novembre 1936 – 19 agosto 2020) è stato uno schermidore sovietico, vincitore di una medaglia d'oro ai campionati mondiali di scherma.